# Dana International
Sharon Cohen (tiếng Hebrew: שרון כהן), được biết tới với nghệ danh Dana International (דנה אינטרנשיונל), sinh ra với tên là Yaron Cohen ירון כהן) là một nữ ca sĩ nhạc pop người Israel gốc Yemen. Cô đã cho phát hành 8 đĩa nhạc và 3 đĩa nhạc tổng hợp, trở thành một ca sĩ nhạc pop Do Thái thành công nhất. Cô được biết tới nhiều nhất nhờ được đoạt giải Eurovision Song Contest 1998 ở Birmingham, Vương quốc Anh, với bản nhạc "Diva".
Dana International cũng được biết tới như là một trong những người chuyển giới nữ (trans woman) nổi tiếng nhất thế giới.

## Tiểu sử
Sharon Cohen sinh ra ở Tel Aviv trong một gia đình đạo Do thái có nguồn gốc từ Yemen và Romania. Cô là người con út trong 3 người con của gia đình, và được đặt tên theo một người chú, đã bị giết chết trong một cuộc tấn công của quân khủng bố.
Mặc dù sinh ra là con trai, cô đã tự xem mình là con gái khi còn nhỏ tuổi. Cô đã muốn trở thành ca sĩ từ lúc 8 tuổi, khi xem nữ ca sĩ Do Thái lừng danh Ofra Haza trình bày bản "Chai" vào năm 1983 Eurovision Song Contest. Mặc dù gia đình khá nghèo, má cô đã bỏ công làm việc để trả tiền học nhạc cho cô, và Cohen đã cho là có được một thời niên thiếu rất hạnh phúc. Cô đã thú nhận là người chuyển giới (transgender) vào lúc được 13 tuổi.
Dana International là tên sân khấu, tên nữ hóa của một người bạn hồi nhỏ có tên là Daniel, đã chết vì tai nạn xe hơi.
1993, Dana International bay sang London để được giải phẫu từ đàn ông sang đàn bà và chính thức đổi tên thành Sharon Cohen. Trở về nước với tên mới, Cohen cho phát hành đĩa nhạc đầu tiên của cô, có tựa là Danna International, ở Do Thái. Chẳng bao lâu đĩa nhạc đó cũng được phát hành ở nhiều quốc gia khác. Đĩa Danna International trở thành đĩa vàng ở Do Thái.